# Taulabe

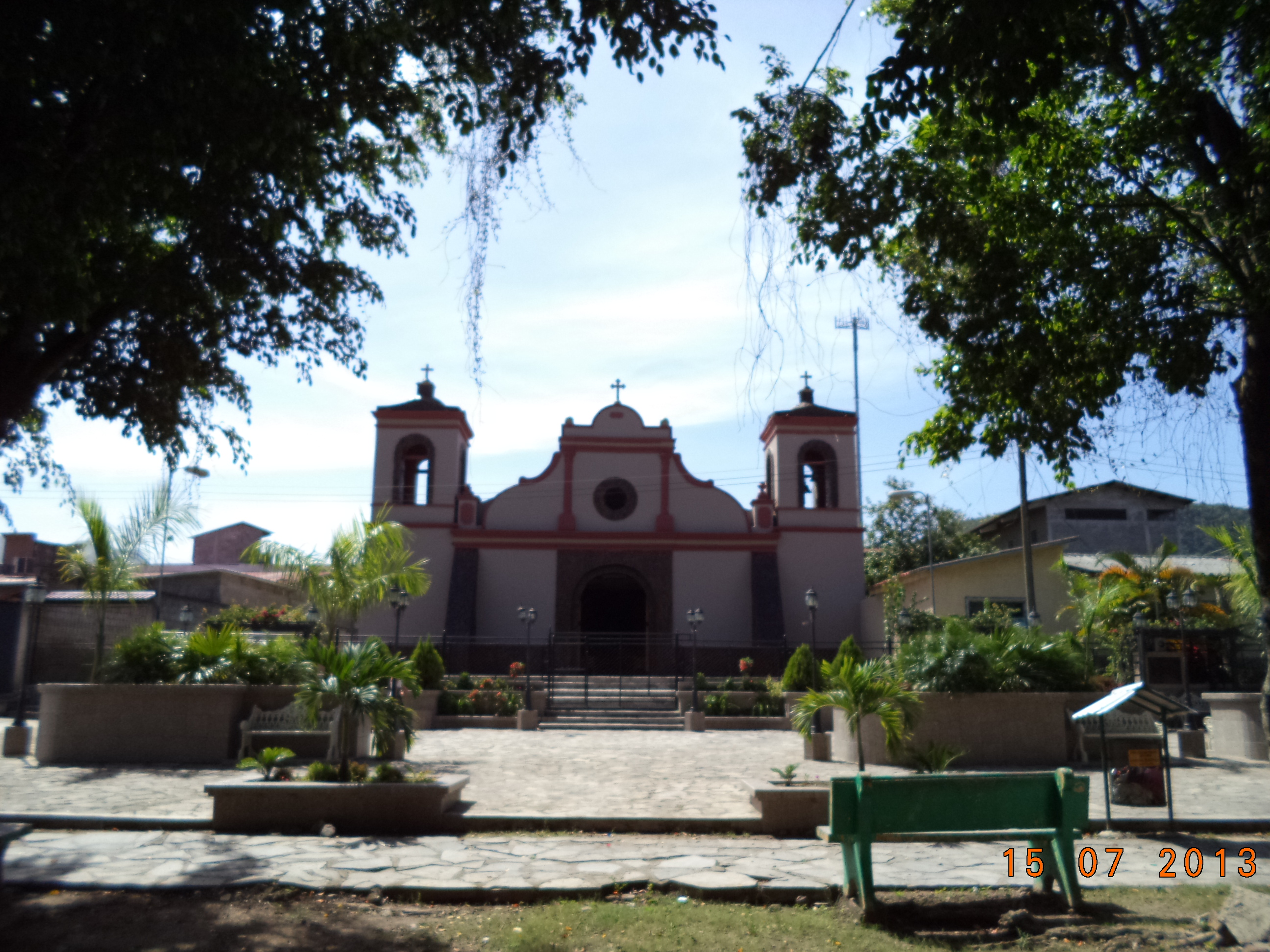

Taulabe é uma cidade hondurenha do departamento de Comayagua.